# John Noble
John Noble (Port Pirie, 20 augustus 1948) is een Australisch acteur en toneelregisseur. Hij was van 1997 tot 2000 hoofddocent van het vak drama op de Brent St. School of Arts in Sydney. Soms is deze acteur te zien in de serie All Saints. In totaal won hij al drie prijzen, die alle te danken waren aan zijn rol in The Lord of the Rings: The Return of the King.

## Filmografie
- Biblioteca Nacional de España: XX5342449
- International Standard Name Identifier: 0000 0000 4452 3031
- Library of Congress Control Number: no2004088916
- Nationale Bibliotheek van Israël: 987007337041105171
- Nationale Bibliotheek van Polen: a0000002966413
- Système universitaire de documentation: 24938650X
- Virtual International Authority File: 63726546
- WorldCat: E39PBJbCKpDTVJJmfxtkMmM773